# کارپیپرامین
کارپیپرامین(به انگلیسی: Carpipramine) ( Prazinil Defekton) یک آنتی‌سایکوتیک آتیپیک است که برای درمان اسکیزوفرنی و اضطراب در فرانسه و ژاپن استفاده می‌شود.کارپیپرامین علاوه بر اثرات ضدروان‌پریشی و ضد اضطراب، دارای خواص خواب آوری نیز هست. از نظر ساختاری به ترکیب سه‌حلقه ای-مانند ایمی‌پرامین و بوتیروفنون-مانند هالوپریدول شباهت دارد.